# Liste der ZK-Abteilungen und ihrer Abteilungsleiter
Die Liste der ZK-Abteilungen und ihrer Abteilungsleiter enthält einen Überblick über die rund 40 Abteilungen des Zentralkomitees (ZK) der SED.
Die Abteilungen waren den etwa zehn ZK-Sekretären zugeordnet. Eine Abteilung wurde jeweils durch einen Abteilungsleiter und seinen Stellvertreter geleitet. Jede Abteilung war wiederum in Sektoren gegliedert mit Sektorenleitern, (politischen) Mitarbeitern und Instrukteuren. Hatten die Abteilungen 1970 noch rund 1.000 Mitarbeiter, waren es 1987 schon 2.000 Mitarbeiter.
Die Abteilungs- und Sektorenleiter hatten zwar offiziell keine Weisungsbefugnis gegenüber den staatlichen Ministerien (diese lag bei den ZK-Sekretären), trafen in der Regel aber die Entscheidungen.

## Übersicht
Die Sortierreihenfolge folgt dem „Organisationsschema des Sekretariats des Zentralkomitees der SED“ (Stand: 1989).
| - Kader: Fritz Müller (1960–89), zugleich von 1979 bis 1989 1. Sekretär der SED-GO im ZK - Verkehr: Richard Stahlmann (1949–54) Adolf Baier (1954–65) Josef Steidl (1965–85) Julius Cebulla (1985–1989) Gunter Rettner (1989) - Internationale Verbindungen: Grete Keilson (1950–52) Peter Florin (1952–66) Paul Markowski (1966–78) Egon Winkelmann (1978–80) Günter Sieber (1980–89) - Internationale Politik und Wirtschaft (bis 1984 Westabteilung): Alfred Zeidler (1948–49) Karl Schirdewan (1950–52) Paul Verner (1953–58) Arne Rehan (1959–63) Heinz Geggel (1963–72) Herbert Häber (1973–85) Gunter Rettner (1985–89), Stellv. Harry Morgenstern; gleichnamiges IPW-Institut zugeordnet - Auslandsinformation (ab 1967): Manfred Feist (1967–89) - Parteiorgane: Werner Guse (1959–60) Horst Dohlus (1960–86, ab 1973 außerdem Sekretär des ZK) Heinz Mirtschin (1986–89) - Finanzverwaltung und Parteibetriebe: Karl Raab (1950–82) Heinz Wildenhain (1982–10/89) Wolfgang Langnitschke (11/89 bis Ende) - Verwaltung der Wirtschaftsbetriebe: Walter Heibich (1958–64) Günter Glende (1964–89) - Wissenschaften: Kurt Hager (1952–55) Johannes Hörnig (1955–89) - Kultur: Egon Rentzsch (1950–53) Wilhelm Girnus (1953–55) Hans Riesner (1957) Siegfried Wagner (1957–66) Arno Hochmuth (1966–72) Hans-Joachim Hoffmann (1971–73) Peter Heldt (1973–75) Ursula Ragwitz (1976–89) - Volksbildung: Werner Neugebauer (1955–63) Lothar Oppermann (1963–89) - Gesundheitspolitik (ab 1959): Werner Hering (1959–81) Karl Seidel (1981–89) - Landwirtschaft: Rudolf Reutter (1946–1950) Ernst Hansch (1950) Walter Krebaum (1950–1951) Albert Schäfer (1951–1953) Friedrich Hecht (1953–54) Franz Mellentin (1954–58) Wolfgang Parske (1958–59) Karl Götz (1959) Bruno Kiesler (1959–81) Bruno Lietz (1981–82) Helmut Semmelmann (1982–89) - Agitation und Propaganda (bis 1963): Peter Pries (1953–54) Horst Sindermann (1954–63) - Agitation: Robert Korb (1949–51) Rudi Singer (1963–66) Werner Lamberz (1966–71) Hans Modrow (1971–73) Heinz Geggel (1973–89) - Propaganda: Kurt Hager (1949–52) (von 1954 bis 1957 Teil der Abt. Wissenschaften und Propaganda) Kurt Tiedke (1961–79) Klaus Gäbler (1979–89) - Befreundete Parteien und Organisationen: Irene Köhler (1962–69) Waldemar Pilz (1969–85) Karl Vogel (1985–89) - Handel und Versorgung / Handel, Versorgung und Außenhandel: Ernst Lange (1953–66) Hilmar Weiß (1967–89) - Kirchenfragen (anfangs Abteilung, später Arbeitsgruppe): Willi Barth (1954–77) Rudi Bellmann (1977–88) Peter Kraußer (1988–89) - Allgemeine Abteilung (anfangs Abteilung, später Arbeitsgruppe, 1984 in Abteilung Internationale Verbindungen integriert): Else Richter (1946–49) Martha Golke (1949–72) Werner Albrecht (1972–81) Ilse Stephan (1981–1984) | - Sicherheitsfragen: Gustav Röbelen (1949–56) Walter Borning (1956–72) Herbert Scheibe (1972–85) Wolfgang Herger (1985–89) Peter Miethe (1989) - Staats- und Rechtsfragen: Klaus Sorgenicht (1954–89, zugleich Mitglied des Staatsrates) Günter Böhme (1989) - Jugend: Siegfried Lorenz (1966–76) Wolfgang Herger (1976–85) Gerd Schulz (1985–89) - Körperkultur und Sport / Sport (bis 1965 Arbeitsgruppe): Rudolf Hellmann (1960–89) - Planung und Finanzen: Helmut Sandig (1954–55) Fritz Müller (1955–60) Gerhard Schürer (1960–62) Siegfried Böhm (1962–1966) Karl Hengst (1966–69) Erich Wappler (1969–74) Günter Ehrensperger (1974–89) - Forschung und technische Entwicklung (anfangs Arbeitsgruppe): Hermann Pöschel (1961–89) - Industrie / Kohle, Bergbau, Energie und Chemie / Grundstoffindustrie: Eberhard Arlt (1951–53) Paul Kraszon (1953–54) Berthold Handwerker (1955–59) Günther Wyschofsky (1959–62) Karl-Heinz Schäfer (1962–65) Hilmar Tröger (1965–69) Horst Wambutt (1969–89) - Maschinenbau und Metallurgie: Heinz Thiele Friedrich Zeiler (1954–55) Heinrich Müller (1955–57) Friedrich Zeiler (1958–61) Werner Weiß Fritz Brock (1962–63) Gerhard Tautenhahn (1964–86, zugleich ab 1985 Leiter der Führungsgruppe Schlüsseltechnologie) Klaus Blessing (1986–89) - Bauwesen: Alfred Schwanz (1954–59) Gerhard Trölitzsch (1960–89) - Leicht-, Lebensmittel- und bezirksgeleitete Industrie: Paul Sonnenburg (1958–62) Gerhard Briksa (1962–72) Hans-Joachim Rüscher (1972–86) Manfred Voigt (1986–89) - Eisenbahn, Verkehr und Verbindungswesen / Transport- und Nachrichtenwesen: Günter Mittag (1953–58) Volkmar Winkler (1958–62) Hubert Egemann (1962–87) Dieter Wöstenfeld (1987–89) - Gewerkschaften, Sozial- und Gesundheitswesen (bis 1962): Fritz Schellhorn (1954–57) Fritz Rettmann (1957–62) - Gewerkschaften und Sozialpolitik (ab 1962): Josef Steidl (1962–65) Fritz Brock (1965–89) - Sozialistische Wirtschaftsführung: Günther Jahn (1965–66) Carl-Heinz Janson (1967–89) - Zugeordnet das gleichnamige Institut in Berlin-Rahnsdorf: Zentralinstitut für sozialistische Wirtschaftsführung: Helmut Koziolek (1966–89), Direktor - Frauen: Edith Baumann (1955–61) Hilde Krasnogolowy (1959–61) Ingeburg Lange (1961–89) |